# Palatul Primăriei din Târgu Mureș
Palatul Primăriei din Târgu Mureș (în maghiară Városháza) este o clădire construită între anii 1936 - 1942 și în care se află în prezent administrația locală a municipiului Târgu Mureș. Ea a fost ridicată în perioada interbelică, după planurile arhitectului Eugen I. Grasu din București, pe un teren liber din Centru aflat în vecinătatea celor două clădiri reprezentative construite în stilul secesionismului dualist, Primăria Veche și Palatul Culturii. După cel de al doilea arbitraj de la Viena, din 1940, conducerea lucrărilor de construcție a fost preluată de arhitectul maghiar Iván Kotsis, urmărind în continuare planurile lui Grasu. Până în 1945 a funcționat ca sediul Comitatului Mureș-Turda.

## Sedii în trecut

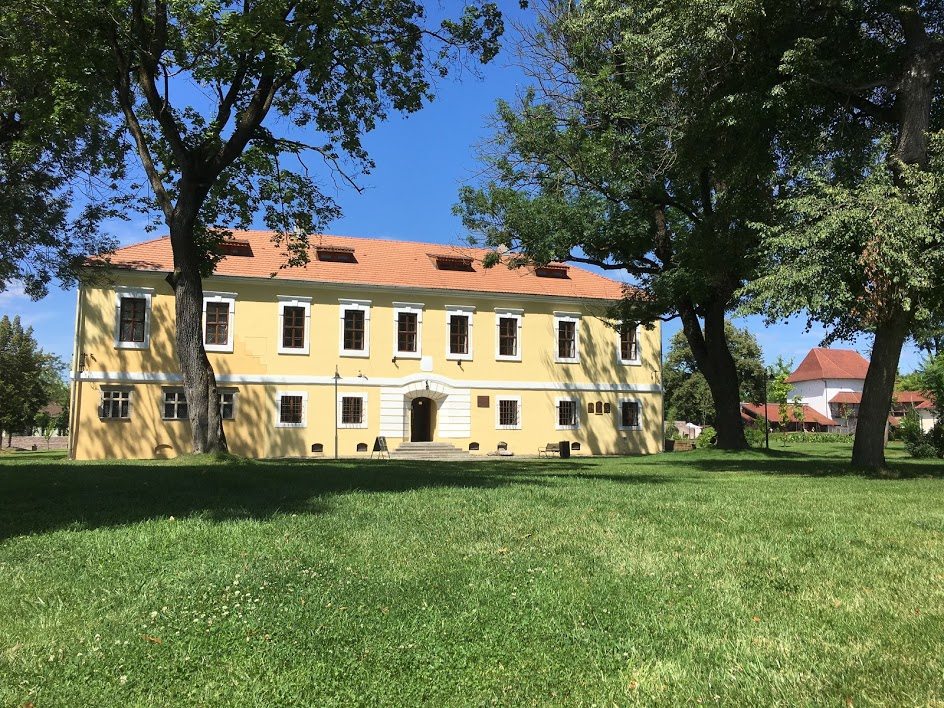
Clădirea fostului comandament (sec. al XVII-lea)
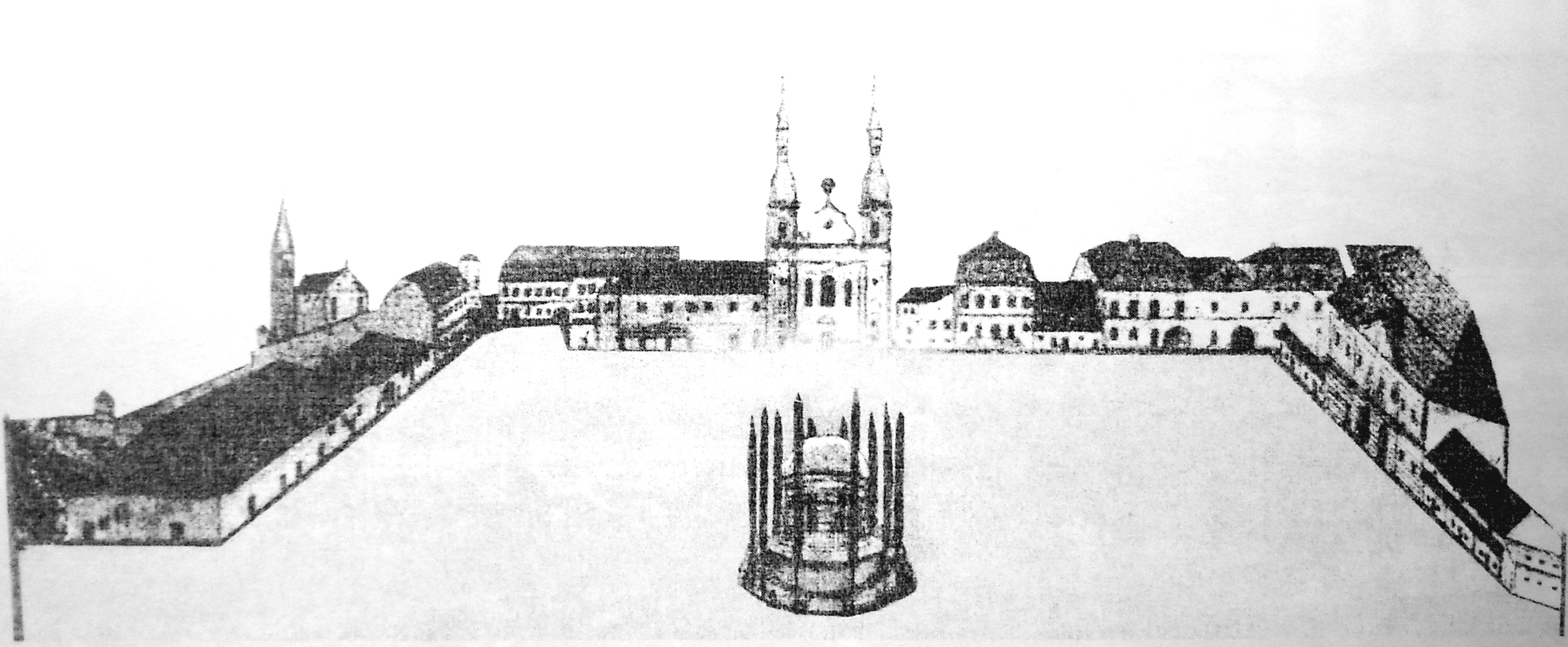
Clădirea demolată din piața centrală (dreapta)
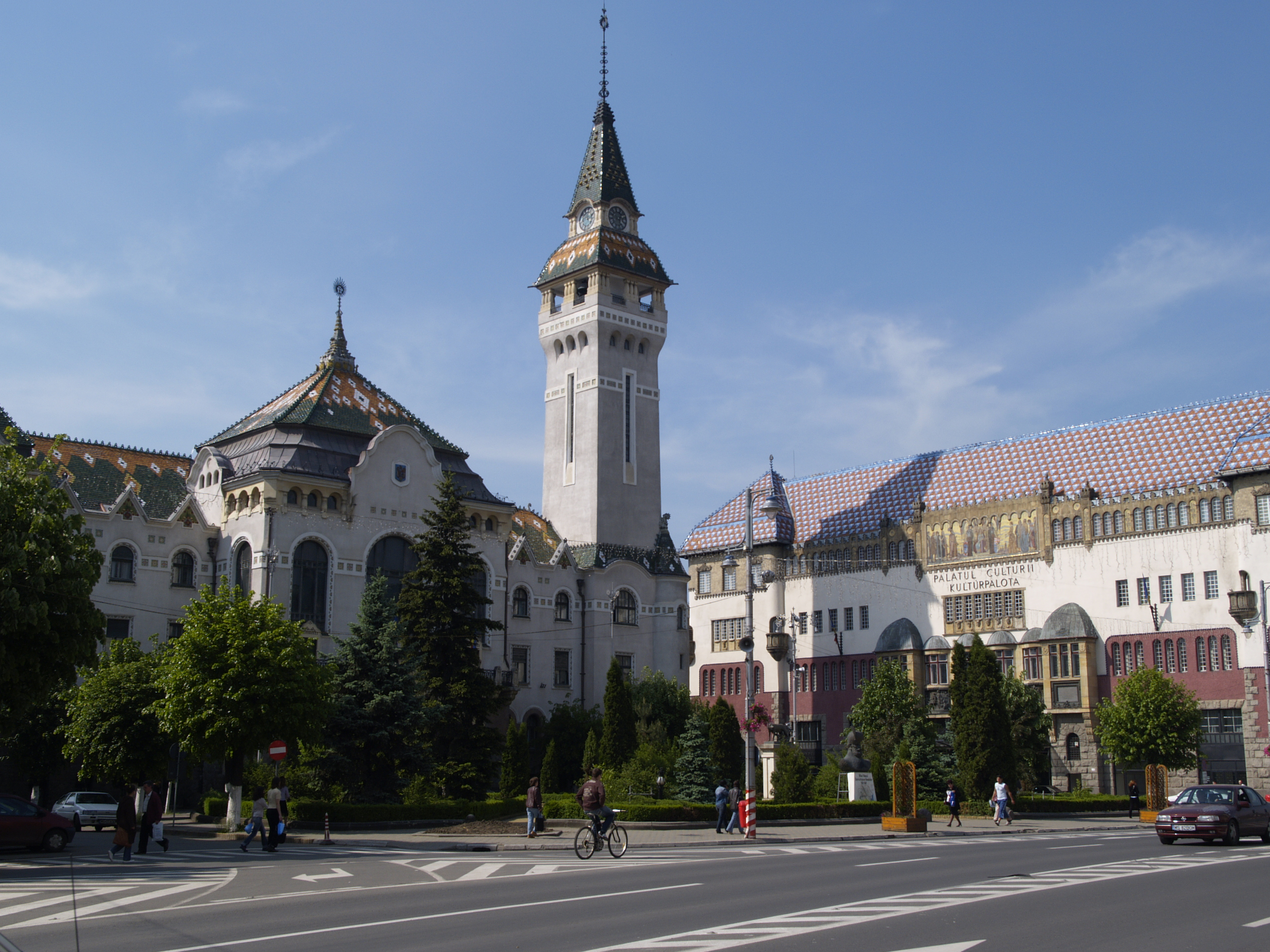
Clădirea folosită în perioadele dualismului și interbelic